# Козачка (оповідання)
«Козачка» — оповідання Марка Вовчка про трагічну долю закріпачених селян та, зокрема, жінки-кріпачки, що вийшло друком у 1857 році. «Козачка» увійшла до першої збірки «Народних оповідань» разом з іншими короткими творами: «Сестра», «Чумак», «Одарка», «Сон», «Панська воля», «Викуп» тощо. 

## Проблематика
«Козачка» — твір антикріпосницького спрямування. В образі головної героїні Олесі, колишньої козачки, Марко Вовчок розкриває типове пригноблення українського селянства, нелюдське страждання, неможливість мати нормальну сім'ю. Всі пани постають в її творі як жорстокі поневолювачі, авторка не дає їм імен, з властивою їй манерою вона називає лише бідних пригноблених. Розкриваючи долю головної героїні, авторка показує відносини панів та кріпаків, де останні не мають права ні на що: ні на достойне життя, ні на спокійну старість і смерть. Авторка використовує протиставлення, описуючи життя Олесі-кріпачки та вільних козачок. Вона показує, яким життям могла б жити жінка, якби не відмовилась від усього заради кохання. Метою оповідання є показати, що кріпацтво чуже народу.

## Мова твору
«Козачка» написана простою мовою. Відчувається вплив народного фольклору. Слова Олесі за інтонацією перекликаються з народними піснями-голосіннями, що створює додатковий гнітючий ефект. Авторка дотримується мелодійності мови. Головна героїня родом з народу, тому її мова — точне відображення розмовної мови того часу. Сюжет та композиція оповідання прості та зрозумілі. Події розгортаються в хронологічному порядку. Майже відсутні ліричні відступи, окрім зображення пейзажів.

## Дійові особи та сюжет

### Олеся
Олеся — дочка заможного козака. Після смерті матері, а згодом і батька, залишаться сиротою. Трохи згодом вона закохується у кріпака і вирішує з ним одружитись. Для неї це означатиме необхідність самій піти в неволю. Не слухаючи того, що все село намагалося відмовити її, вона вступає в шлюб. Після весілля її доля складається нещасливо. Гроші, що залишаються після батьків, швидко закінчуються. Олеся народжує трьох синів, а чоловіка змушують їхати з паном у Москву. Згодом дітей теж відправляють служити паничам. Від виснажливої роботи Олеся швидко старіє і починає хворіти. Неспроможну поратися по господарству, її виганяють з панського двору. Олесі трапляється добрий чоловік, що бере її на роботу і платить гроші. Але через деякий час він пропонує Олесі їхати з ним на хутір. Вона йде просити дозволу у пані, але та не пускає. Не допомагають ні гроші, які має платити їй Олеся, ні вмовляння її нового господаря. Олесю знову беруть у панський двір. Там вона згодом і помирає. Панам ніякого діла до смерті служниці немає. Її ховають інші слуги.

### Іван
Другорядний персонаж, чоловік Олесі. Після одруження стає все похмурішим, оскільки йому боляче дивитися на життя власної сім'ї. Помирає на чужині, встигаючи написати додому лист, у якому розповідає, що не має ні копійки і часто навіть голодує.

### Пані
Безіменна упродовж усього твору, її характер описаний через дії. Вона непривітна до людей, взагалі не вважає кріпаків живими істотами, що мають право думати та відчувати. Івана й Олесю, які приходять до неї за благословенням перед одруженням, зустрічає сухо, лише згадує, щоб добре працювали. Коли Олеся, в розпачі від того, що від Івана немає звісток, приходить до пані, та виганяє її. Не зважує вона на сльози Олесі і коли від неї відривають її дітей. Вона лише гримає за те, що вона плаче. Остаточно розкривається сутність пані, коли вона спочатку сама виганяє хвору Олесю, щоб та марно не їла, а потім не відпускає її на хутір з чоловіком, що найняв її. Пані вимагає грошей. Коли Олеся, поговоривши з господарем, обіцяє гроші, виявляється, що пані хоче ще більше. Вона просить так багато, що чоловік, який найняв Олесю, не в силі стільки платити. Він пробує переконати пані, але вона вперто стоїть на своєму.